# Uthayendram
Uthayendram is een dorp in het district Tirupattur van de Indiase staat Tamil Nadu. 

## Demografie
Volgens de Indiase volkstelling van 2001 wonen er 11.598 mensen in Uthayendram, waarvan 49% mannelijk en 51% vrouwelijk is. De plaats heeft een alfabetiseringsgraad van 67%. 